# Turritopsis nutricula
Turritopsis nutricula is een hydroïdpoliep waarvan de meduse (neteldier), of kwal, vorm kan terugkeren naar de poliepfase nadat ze geslachtelijk volwassen is geworden.
Dit dier is het enige bekende geval van een dier dat in staat is tot het compleet terugkeren tot een geslachtelijk onvolwassen fase nadat het de geslachtelijke volwassenheid bereikt heeft.  
Dit kan door middel van het celontwikkelingsproces van transdifferentiatie. Celtransdifferentiatie is wanneer de kwal "de gedifferentieerde staat van de cel wijzigt en het tot een nieuwe cel omvormt." In dit proces wordt de meduse van de kwal omgevormd tot een poliep van een nieuwe poliepenkolonie. Eerst keert de paraplu van de kwal zichzelf terug en dan worden de tentakels en de mesoglea geresorbeerd. De teruggevormde meduse hangt zichzelf dan vast aan het substraat via het einde dat het tegenovergestelde einde was van de paraplu en produceert nieuwe poliepen om een nieuwe kolonie te vormen. 
Deze cyclus kan oneindig doorgaan, wat haar biologisch onsterfelijk maakt, hoewel in de natuur, de meeste Turritopsis, zoals de andere medusen, waarschijnlijk eerder bezwijken aan roofdieren of ziekten in de planktonfase, vooraleer ze terug kunnen keren naar de poliepvorm.